# Estadio Enrique Sexto
El estadio Enrique Sexto es un estadio ubicado en el barrio porteño de Villa Devoto, en Argentina, construido en 1951 y estadio en el cual ejerce la localía el club del barrio de nombre Club Atlético General Lamadrid, el cual posee su sede allí además del estadio.

## Historia
Tiempo después de la fundación del Club Atlético General Lamadrid, hicieron una limpieza del terreno conformado por las calles Pedro Lozano, Bermúdez, Tinogasta y Desaguadero, el cual hasta ese momento era utilizado como basurero. Pusieron en condiciones el terreno, y construyeron un campo de fútbol, una cancha de bochas, la secretaría, los vestuarios y el bufet.
El nombre del estadio se debe a uno de los vocales del club, Enrique Sexto, quien fue el que propuso asociar al club a la AFA como «General Lamadrid» en homenaje a Gregorio Aráoz de Lamadrid.
En 1963 se construyó un gimnasio de 700 m2 para el baby fútbol y el patinaje artístico y una nueva cancha de bochas. En cuanto al estadio, se le construyó la manga para entrar al campo de juego que hoy en día sigue usando. Estas obras fueron realizadas con la ayuda de Mayo Anso, pionero de la entidad.
A fines de 1996 se construyó una cabina de transmisión y al lado de esta, una platea capaz de albergar a 50 espectadores.
Desde octubre de 1997 hasta febrero de 2000, con motivo del ascenso a la Primera B Metropolitana, se construyeron dos tribunas (DEVOTO, con capacidad para 250 espectadores y LAMADRID, con capacidad para 1500), se finalizó el alambrado olímpico y se abrió un nuevo acceso al estadio que a la actualidad sigue en funcionamiento.
El 1º de septiembre de 2012, la tribuna de espaldas a la Cárcel de Devoto, pasó a llamarse «Rubén Moraglio», en homenaje a uno de los mayores ídolos de la institución.
Rubén Moraglio nació en 1962 y en 1998 llegó a Lamadrid, de mediocampista, se fue del club en 2002 con 120 partidos jugados y 13 goles.

## Información útil
Compra de entradas: Desaguadero 3180 (dentro de la sede en la Secretaría)
Ingreso de espectadores: Pedro Lozano (entre Bermúdez y Desaguadero, vereda enfrentada a la cárcel, casi mitad de cuadra, en la puerta hay un cartel con el escudo y dice «Entrada Visitante») 
Ingreso de prensa y equipos: Pedro Lozano (entre Bermúdez y Desaguadero poco más de mitad de cuadra, vereda enfrentada a la cárcel, la puerta tiene un cartel que dice «El Templo Fútbol»).          
Al estadio se puede llegar con los siguientes colectivos: Línea 25, Línea 107, Línea 124 (parada frente a la Plazoleta Salvador Mazza con el nombre del club)

## Controversias sobre las tierras del estadio
Durante marzo y abril de 2018, debido a la novedad del traslado de la Cárcel de Devoto y la construcción de nuevos edificios en sus alrededores, comenzaron a publicarse noticias en las que tanto directivos como hinchas del club reclaman las tierras en las que desde hace 67 años se encuentra el Enrique Sexto, ya que estas son de la Cárcel y no hay papeleo que confirme que el club sea propietario de estas.
El club además quiere expandirse, recuperar tierras pérdidas y seguir desarrollándose en el ámbito deportivo.
Sobre mediados de dicho año, el Gobierno de la Ciudad Autónoma de Buenos Aires finalmente le cedió las tierras del estadio al club por 100 años.

## Galería

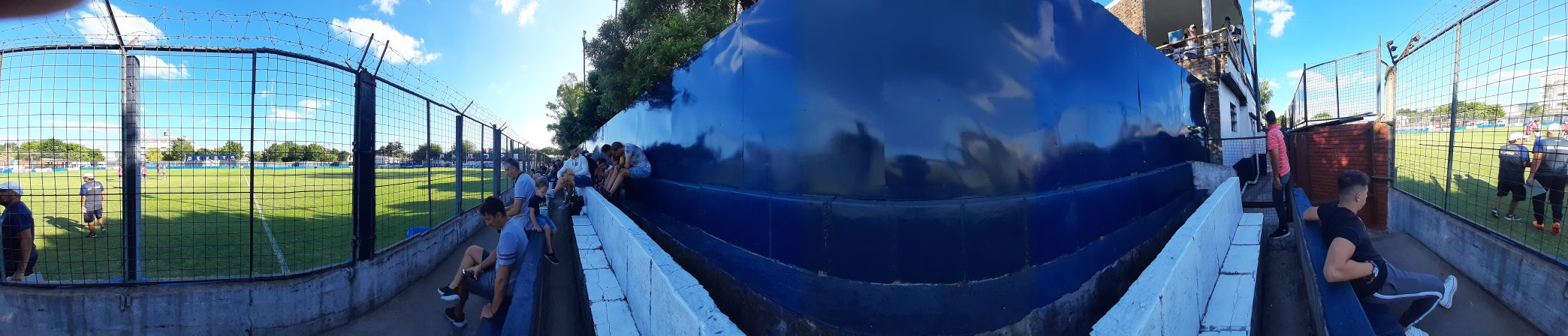
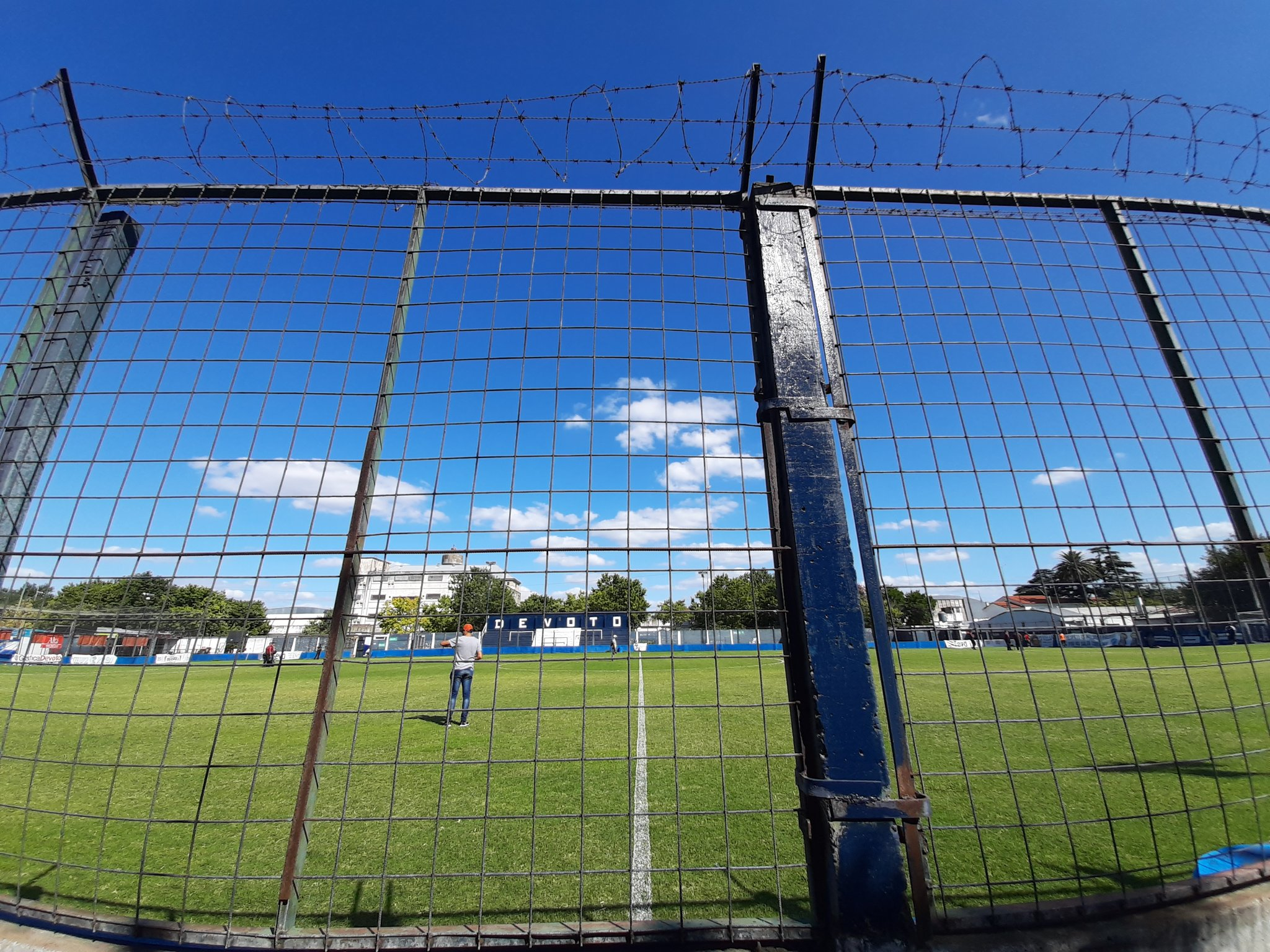
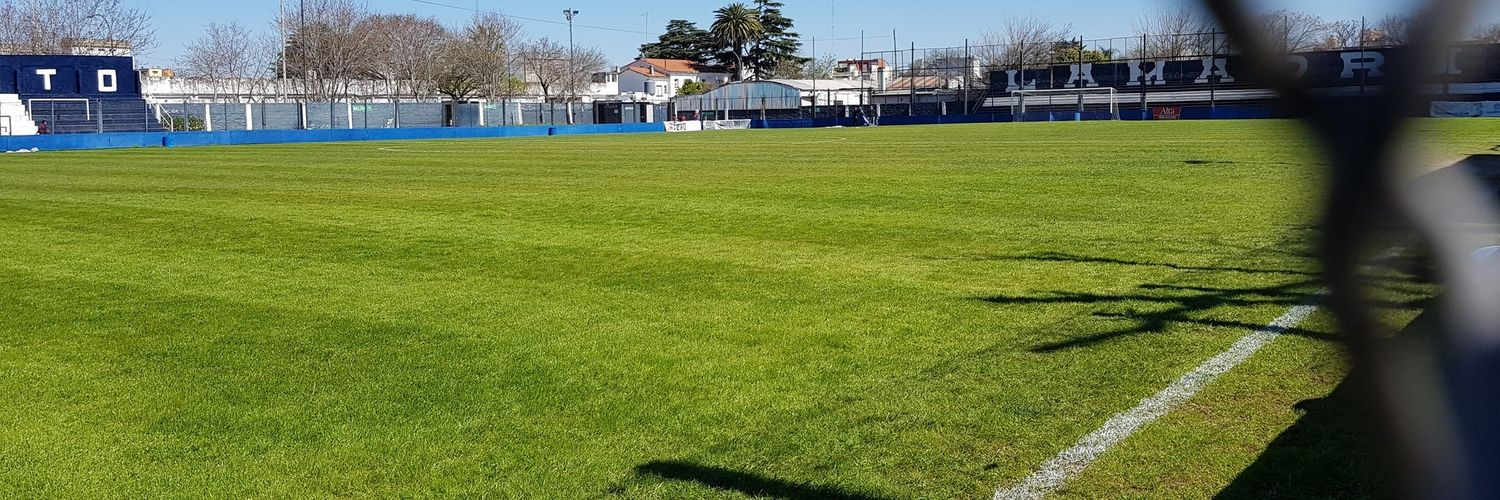
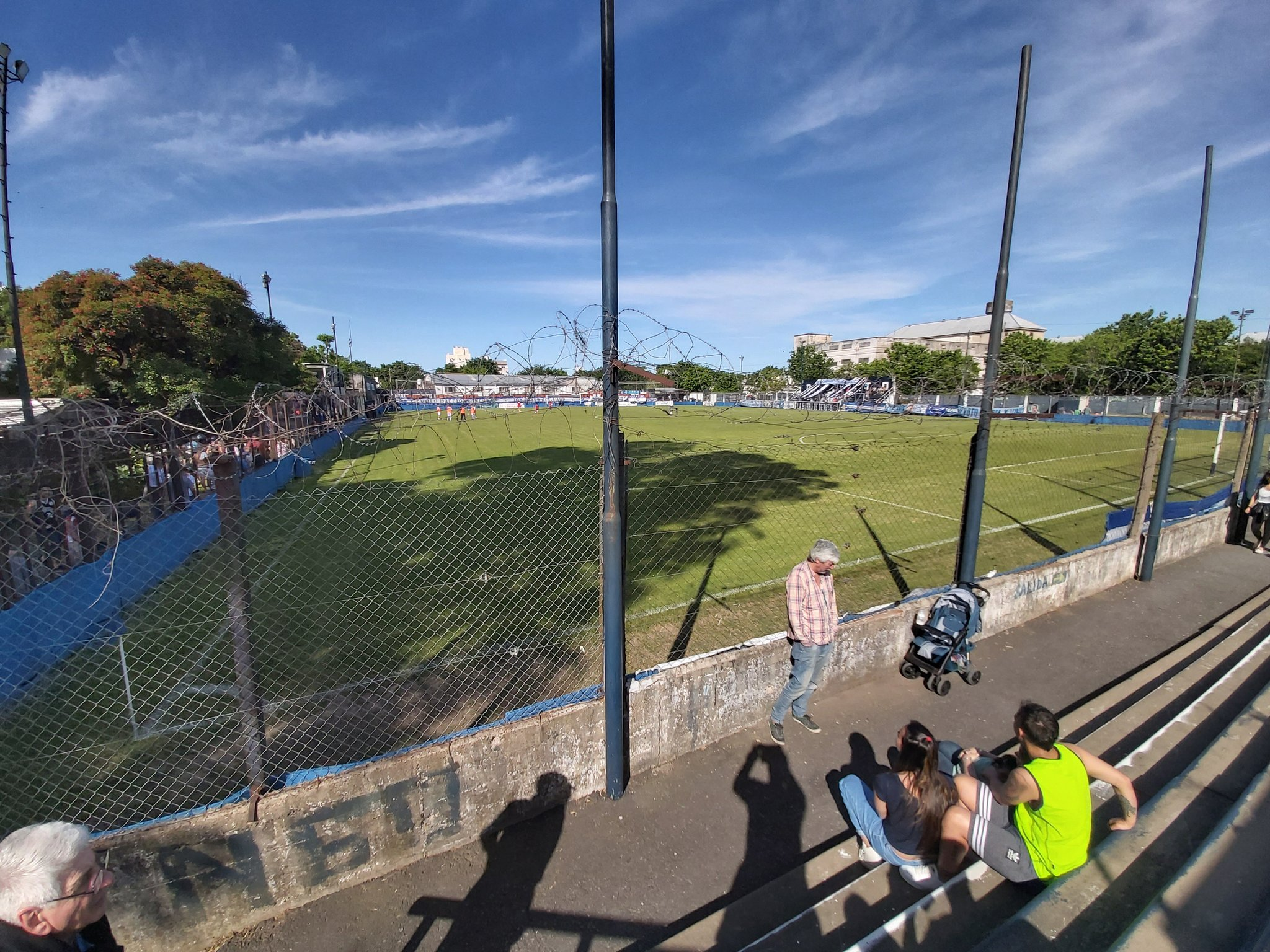
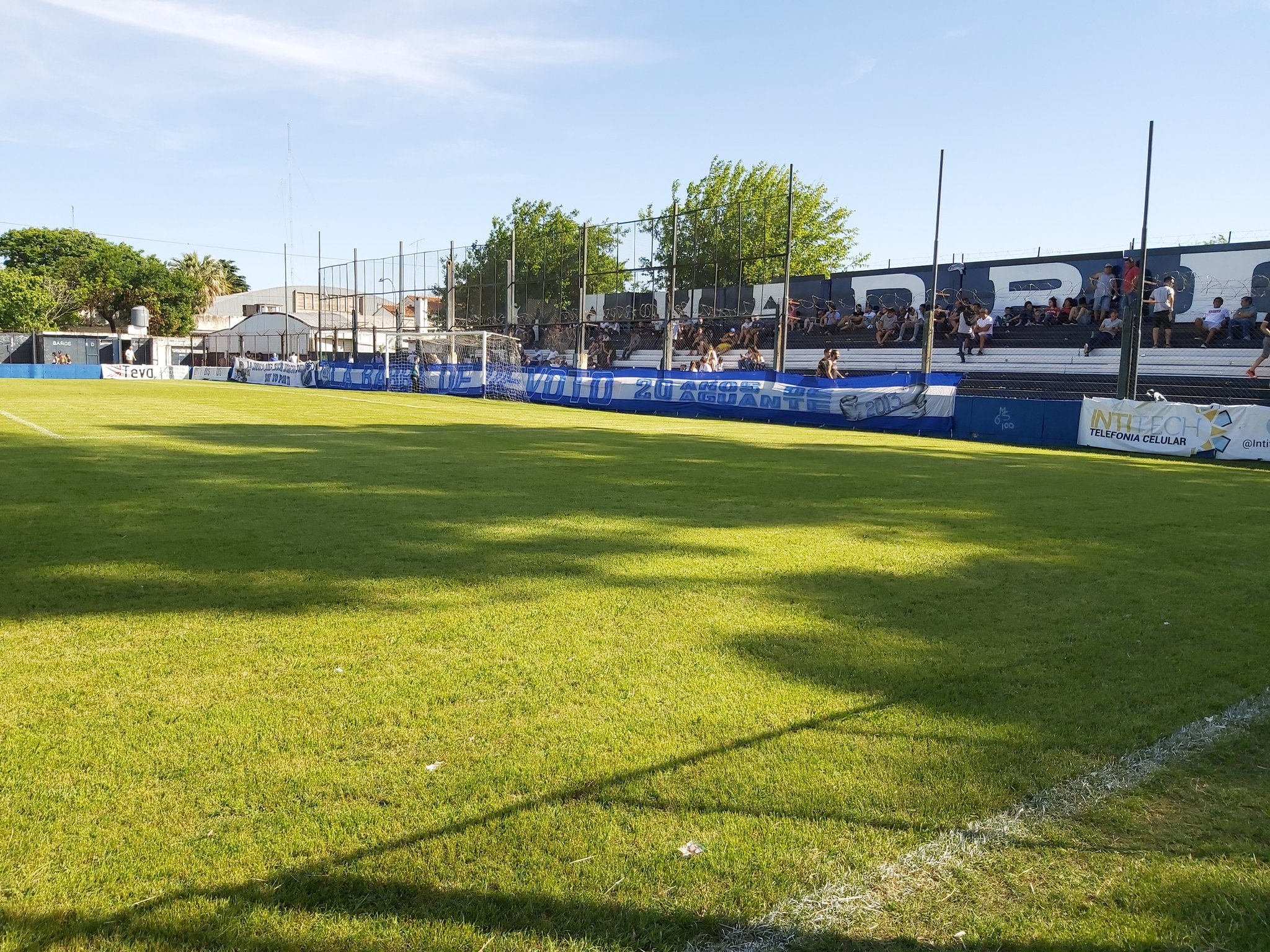